# Christian Elling
Thorvald Christian Elling (Frederiksberg, 14 november 1901 - 13 juli 1974) was een Deens hoogleraar, kunsthistoricus en onderzoeker van architectuur.

## Biografie
Christian Elling groeide op in Kalundborg en werd aan de elitaire Sorø Academy opgeleid. Daarna studeerde Elling kunstgeschiedenis bij Francis Beckett. Hij kreeg in 1925 de gouden medaille van de Academie voor een werk over Nicolai Eigtved. In 1929 werd hij magister, in 1932 professor, in 1933 promoveerde hij en vanaf 1939 was hij hoogleraar aan de Universiteit van Kopenhagen. Hij was in de jaren 1944-1945 decaan van de Faculteit der Letteren.
Hij maakte talrijke en lange reizen, vooral naar Italië, waarvan de oudere barokke architectuur zijn voornaamste onderzoeksgebied was. Zijn werk, vooral de 18e-eeuwse architectuur, waar zijn ongewoon rijke kennis van buitenlandse kunst een nieuw licht wierp op het Deense werk uit die tijd. Elling had ook een sterke interesse in de cultuurgeschiedenis, en tal van grote en kleine onderzoeken over theater, opera en muziek. Hij schreef boeken over architectuur in Rome in de tijd van Bernini en over en de Napoleons intocht in Rome in 1797. Dat laatste was een baanbrekend werk over een onderwerp dat eerder slechts spaarzaam werd beschreven.
Elling was bevriend met Karen Blixen.
Onder zijn studenten aan de universiteit waren Else Kai Sass, Hakon Lund en Hanne Marie Ragn Jensen.
Christian Elling heeft op 28 november 1960 samen met Karl Bjarnhof de Deense Academie opgericht en was in 1964 een van de oprichters van de Deense Gastronomische Academie ("Det Danske Gastronomiske Akademi").
Elling was ook voorzitter van de Society of Architectural History 1947-1950, voorzitter van de Deens-Italiaanse vereniging Dante Alighieri 1954-1957, lid van de Deense Comité voor de Internationale Samenwerking, de Commissie voor de Studie van de Deense Privé-collecties en bewaard gebleven bronnen de Deense geschiedenis 1951-1957. Daarnaast was hij bestuurslid van het Nationaal Historisch Museum op Frederiksborg uit 1951 en Curator van het Deense Instituut voor Wetenschap en Kunst in Rome 1954-1957. Hij was lid van de  Koninklijke Deense Academie van Wetenschappen.
Hij was Ridder in de Orde van de Dannebrog, Dannebrogman, en Ridder van de Zweedse Orde van de Poolster. Koningin Margrethe II van Denemarken decoreerde hem met de exclusieve gouden Medaille "Ingenio et Arti".

## Publicaties
- Slotte og Herregaarde i Barok og Rokoko (1928)
- Palæer og Patricierhuse fra Rokokotiden (1930)
- Arkitekten Philip de Lange (1931)
- Documents inédits concernant les projets de J A Gabriel et N H Jardin pour l'église Frédéric à Copenhague (1931)
- Holmens Bygningshistorie 1680-1770 (disputats, 1932)
- Studien und Quellen zur Geschichte der spätbarocken Baukunst in Dänemark (Artes, 1937-39)
- Klassicisme i Fyen (1939)
- Den romantiske Have (1942)
- Operahus og Casino (1942)
- Rokokoens portrætmaleri i Danmark 1935
- Danske Herregaarde 1942
- Jardin i Rom 1943
- Danske Borgerhuse 1943
- Det Klassiske København 1944
- Christiansborg-Interiører (1944)
- Maskespil (1945)
- Hofkronik (1945)
- Amalienborg-Interiører (1945)
- Rejse paa Amager (1945)
- Breve om Italien, Alfred G. Hassing A/S 1945
- Det gamle København (1947)
- Villa Pia in Vaticano (1947)
- Den italienske Nat (1947)
- Bellmaniana (1947)
- Byens Hjerte og Digterens (sammen med Kai Friis Møller, 1947)
- Fra Vestergade (1947)
- Stockholms Hjerte (1948, svensk udg. 1949)
- Man læser Dickens (1949)
- Function and form of the Roman Belvedere 1950
- Frederik VIII's Palæ paa Amalienborg (1951)
- Omkring den svenske Ambassades Palæ, København: Det Berlingske Bogtrykkeri 1952
- Fra Sabinerbjergene (1954)
- Turen gennem Dalarne (1956)
- Rom: Arkitekturens liv fra Bernini til Thorvaldsen Gyldendal 1956, 2. udg. 1967
- Bordeaux, Jespersen & Pios Forlag 1958
- Shakespeare: Indsyn i hans Verden og dens Poesi - Landskabet, 1959
- Italienske scener 1959
- Venezia: Iagttagelser mellem Skuepladser, Det Berlingske Bogtrykkeri 1959
- Mellemakter, København: Thaning & Appels Forlag 1961
- Motiver: Prosa i Udvalg, Gyldendals Uglebøger 1963
- Min Yndlingslæsning, København: Stig Vendelkærs Forlag 1964
- Kransen om Rom: Barokkens værker i Campagnen og Bjergene Gyldendal 1968
- En hemmelig By: Quasi una Fantasia, 1970
- Aftenspil, Gyldendal 1971
- Skuepladser: Kunst og Teater, København: G.E.C. Gads Forlag 1971 (udgivet i anledning af Ellings 70 års fødselsdag)
- Shakespeare: Indsyn i hans Verden og dens Poesi - Dyrekredsen, København: G.E.C. Gads Forlag 1974
- Castagnetter og andre Essays, Gyldendal 1975
- Rome: The Biography of Its Architecture from Bernini to Thorvaldsen, translated from Danish by Bob and Inge Gosney, Westview Press 1975.
- Scenebilleder, Hekla 1981

- Bibliothèque nationale de France: cb121775709 (data)
- Gemeinsame Normdatei: 1157690173
- International Standard Name Identifier: 0000 0001 1740 0965
- Library of Congress Control Number: n82116620
- Nederlandse Thesaurus van Auteursnamen: 067576591
- LIBRIS: 185004
- Système universitaire de documentation: 030339944
- Trove: 815385
- Virtual International Authority File: 7432996
- WorldCat: E39PBJjtfJGwCPBKVYyYkDXyBP